# Milica Stojadinović-Srpkinja
Milica Stojadinović-Srpkinja (en serbe cyrillique : Милица Стојадиновић Српкиња ; née le 6 juin 1828 à Bukovac et morte le 25 juillet 1878 à Belgrade) était la plus grande poétesse serbe du XIXe siècle.

## Œuvres

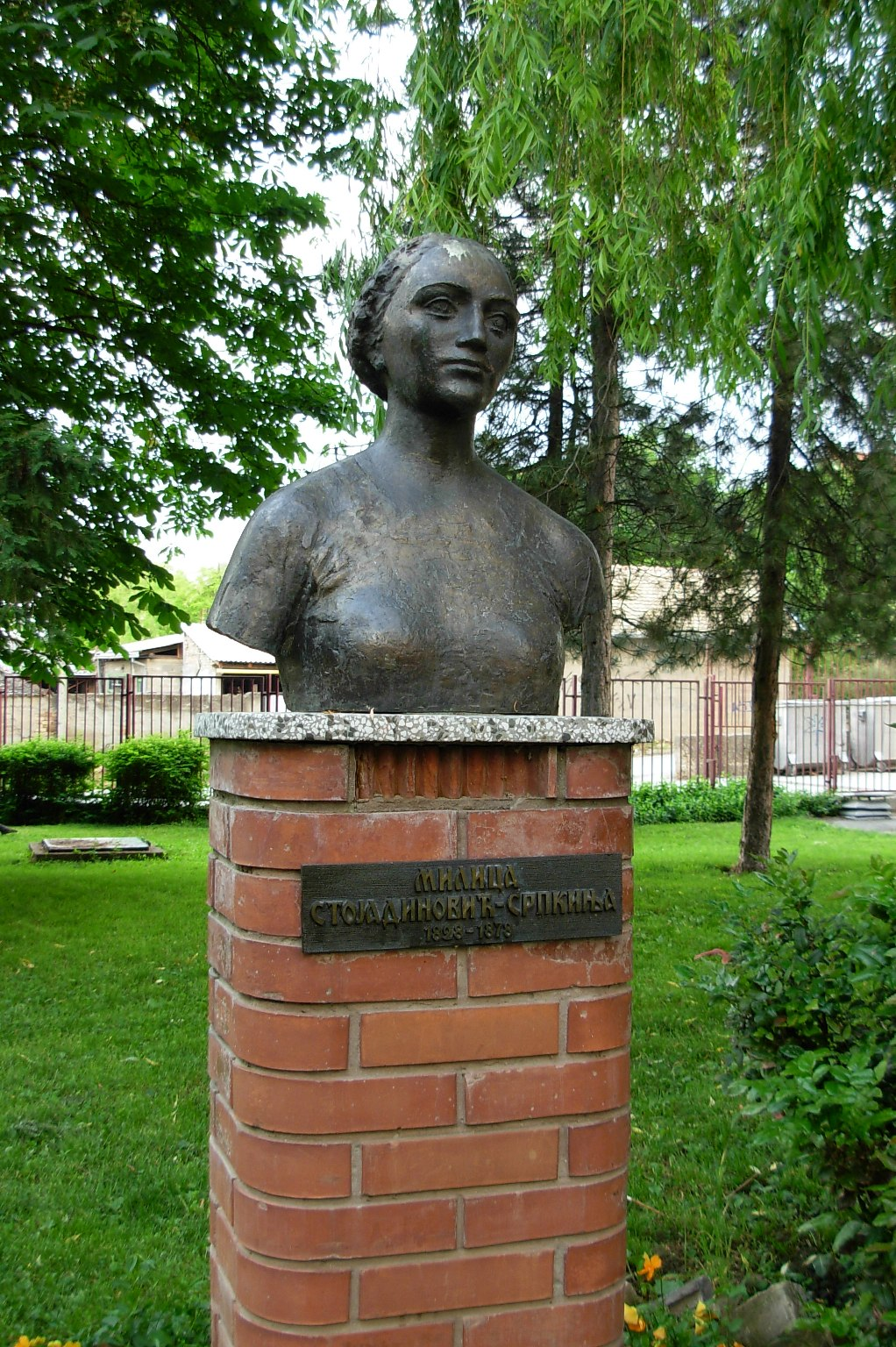
Buste de Milica Stojadinović-Srpkinja à Bukovac
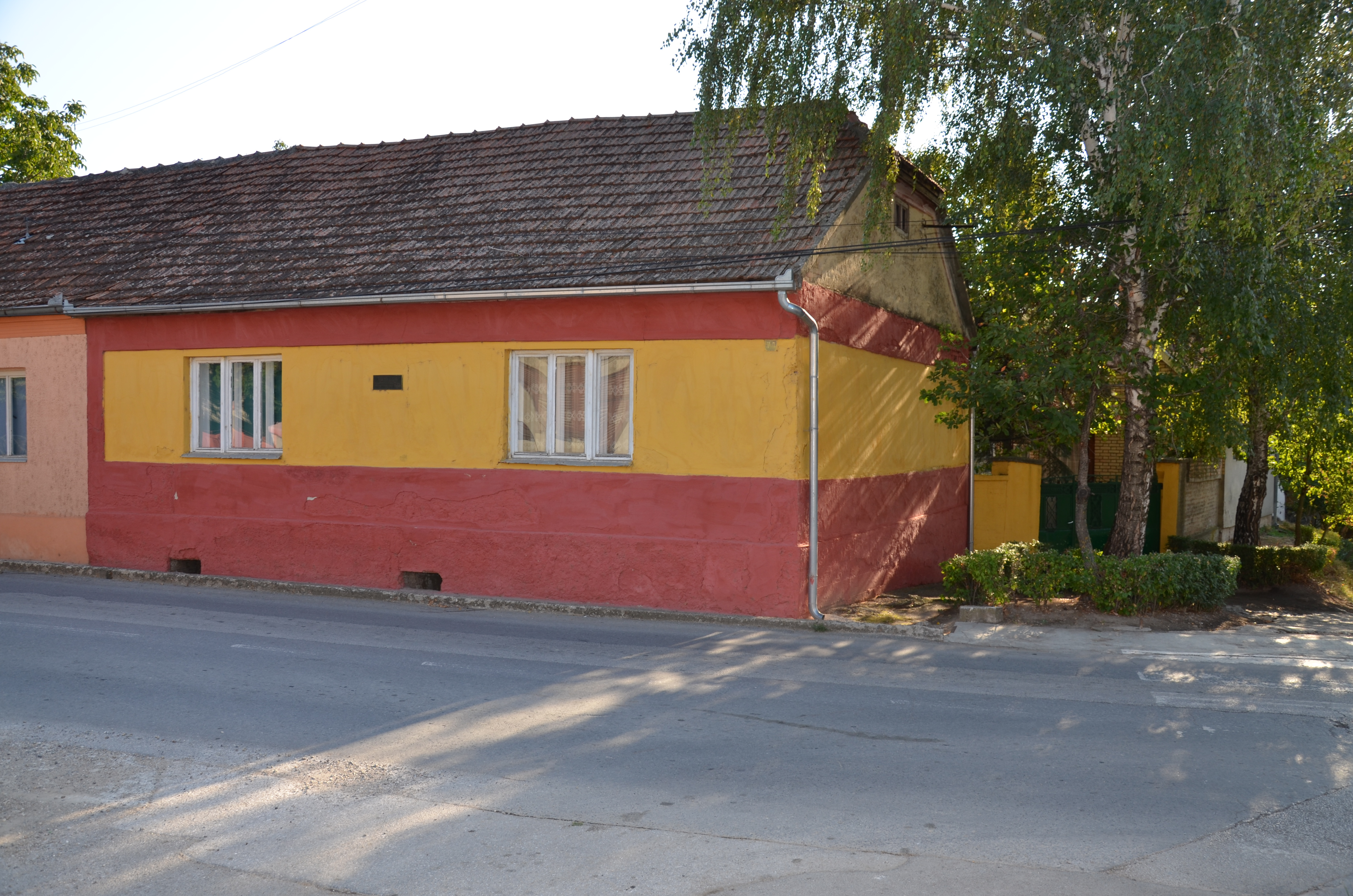
La maison de Milica Stojadinović-Srpkinja à Vrdnik